# (11450) Shearer
(11450) Shearer (1979 QJ1) – planetoida z pasa głównego asteroid okrążająca Słońce w ciągu 3,36 lat w średniej odległości 2,24 j.a. Odkryta 22 sierpnia 1979 roku.